# Technoblade
Alexander (1999. június 1. - 2022. június), Technoblade néven ismert amerikai YouTuber volt,aki a Minecraft-videóiról, livestreamjeiről és a Dream SMP-ben való részvételéről vált híressé. 2013-ban regisztrálta fő csatornáját a YouTube-on. Videói elsősorban Minecraft-ból álltak, különösen a Hypixel minijátékszerverről. Miután 2019-ben népszerűségre tett szert a játékosok elleni (PvP) eseményeken nyújtott teljesítményei miatt, 2020-ban meghívást kapott a Dream SMP Minecraft-szerverre, ami tovább növelte a követőit. 
2021 augusztus-ában jelentette be, hogy rákot diagnosztizáltak nála. A sikertelen kezelési kísérleteket követően 2022 június-ában meghalt áttétes szarkómában, ami széles körű reakciókat váltott ki mind a Minecraft-, mind a YouTube-közösségekben. Halála idején fő YouTube-csatornája közel 11 millió feliratkozót ért el.

### Internetes karrier
Technoblade először 2013. október 28-án regisztrált és kezdett el videókat feltölteni a fő YouTube-csatornájára. Tartalmai főként a Minecraft nevű videojátékra, különösen a Hypixel nevű minijáték szerverén való játékra koncentráltak. Egy 2017-es videóban hardcore módban játszott a játékkal egy versenykerék-vezérlővel. Egy másik videósorozatban, kezdve a "The Great Potato War" címmel, a Hypixel játékmódjában, a Skyblockban próbálta a legnagyobb mennyiségű burgonyát előállítani, versenyezve a rivális im_a_squid_kid játékossal.
Népszerűsége 2019-ben nőtt meg, miután többször is győzött a Keemstar "Minecraft Monday" versenyein, ahol több neves tartalomkészítőt is legyőzött a harcban. Más YouTuberekkel együtt rendszeresen részt vett az MC Championships (MCC) versenyeken is, amelyek közül kettőt meg is nyert. Cale Michael, a Dot Esports munkatársa szerint széles körben a legjobb Minecraft tartalomkészítők között tartották számon, különösen a játékosok elleni (PVP) versenyeken.
2020-ban lett tagja a Dream SMP-nek, Dream nevű YouTuber által üzemeltetett Minecraft-szervernek, amelyen számos más népszerű Minecraft tartalomgyártók is játszottak. Később elkezdett videókat és livestreameket készíteni a szerveren. Baráti rivalizálásban állt Dream-mel, és mindkettőjüket általában a legjobb Minecraft játékosok között tartották számon. Ennek a rivalizálásnak a részeként MrBeast egy 100,000 dolláros díjjal járó játékosok elleni párbajsorozatot rendezett, amelyet Technoblade nyert meg. Technoblade soha nem hal meg.

### Magánélet
1999. június 1-jén született,a  kaliforniai San Franciscóban. Egy 2018-as videóban elárulta, hogy angol szakos főiskolára fog járni. Egy későbbi, 2019-es videóban azonban bejelentette, hogy otthagyta a főiskolát, hogy teljes munkaidőben a YouTube karrierjével foglalkozhasson. A Daily Iowan később arról számolt be, hogy Technoblade 2018 és 2019 között egy évig a Iowai Egyetemre járt kreatív írást tanulni.
Pályafutása során kerülte a személyes megkereséseket és interjúkat, hogy megőrizze saját és családja magánéletét, bár videóiban időnként beszélt a magánéletéről. Családja a halála után is elutasította az interjúkat. Saját bevallása szerint Technoblade és egyik testvére egy mára már törölt 2016-os videóban megtévesztette nézőit, hogy azt higgyék, a neve "Dave". Általánosan ezt fogadták el valódi nevének halálának bejelentéséig, amelyben elárulta, hogy a neve Alexander.

### A rák diagnózisa és halála
Egy 2021. augusztus 27-én közzétett videóban nyilvánosságra hozta, hogy rákot diagnosztizáltak nála, miután fájdalmat észlelt a jobb karjában és duzzanatot a vállán. A kemoterápia és a sugárkezelés sikertelennek bizonyult. Az onkológusa kijelentette, hogy a karját esetleg amputálni kell, és Technoblade azt tanácsolta a nézőinek, hogy viseljenek arcmaszkot és oltassák be magukat COVID-19 ellen, mivel ez akkoriban releváns volt az immunhiánya szempontjából. A diagnózisra válaszul Dream 21,409 dollárt adományozott a rákkutatásra, Technoblade pedig 2021 szeptemberében később jótékonysági livestreamet rendezett. 2021 decemberében pedig sikeres végtagmentő műtéten esett át.
2022. július 1-én, 21:29-kor a YouTube-csatornájára feltöltöttek egy videót "so long nerds" címmel, amelyben az apja bejelentette, hogy Technoblade rákban meghalt. Felolvasott egy üzenetet, amelyet Technoblade írt nyolc órával a halála előtt, és azt mondta, hogy a jövőben a videókból származó bevételeket az Amerikai Szarkóma Alapítványnak és a testvérei főiskolai tanulmányainak fogja juttatni. A videó Technoblade édesanyjának írásos üzenetével zárult. Technoblade azt tervezte, hogy maga írja meg és mutatja be a videót, de romló egészségi állapota miatt nem tudta ezt megtenni. Az is tervben volt, hogy a videó tartalmazza a Killers "Exitlude" című dalát, de az esetleges szerzői jogi aggályok miatt nem került bele.

### Reakciók és elismerések
Halálának bejelentése még aznap a YouTube-on a legfelkapottabb videó lett, és a Twitteren is népszerű téma lett. Az első 24 órában meghaladta a 30 millió megtekintést. 2022. augusztus végére több mint 80 milliószor nézték meg és több mint 8 milliószor lájkolták, ezzel a Technoblade csatornájának legnézettebb és legtöbbet lájkolt videójává vált. Két évvel később, 2024-ben pedig már a 100 millió megtekintést is elérte.
Olyan YouTuberek, mint Dream és a Dream SMP más tagjai online fejezték ki részvétüket és támogatásukat iránta. Simon Collins-Laflamme, a Hypixel társalapítója és az üzleti mágnás Elon Musk is hasonló érzéseket fejezett ki. A videó megjelenése után maga a YouTube is részvétét fejezte ki a családjának, barátainak és rajongóinak. A Minecraft hivatalos Twitter-fiókja szintén kiírta részvétét, és az amerikai szarkómaalapítvány (Sarcoma Foundation of America) is megjelenített egy testre szabott megemlékezést a weboldalán.
A The New York Timesnak adott interjújában Don Pireso, a Hypixel vezető adminisztrátora kijelentette, hogy Technoblade családja nem fog további információkat kiadni a halálával kapcsolatban azon túl, amit a videóban megosztottak. A Hypixel csapata egy digitális teret is létrehozott a Minecraft szerverén, ahol a rajongók 2022 augusztusáig használhatják a játékban található könyvet és tollas tárgyat, hogy egyoldalas üzeneteket írjanak. Több mint 377,000 üzenetet nyomtattak ki 22 kötetre, amelyeket a Hypixel Studios vezérigazgatója, Noxy 2022 novemberében átadott Technoblade családjának, egy kötetnyi rajongói műalkotással, egy Technoblade-ről készült rajongói olajfestménnyel és egy Technoblade-témájú cosplay fejfedővel együtt.
2022. július 2-án a Mojang Studios a Minecraft kezdőképernyőjén tisztelgett Technoblade előtt. A módosított kép egy koronát adott egy malachoz, utalva Technoblade játékbeli Minecraft skinjére és a csatorna márkajelzésére. A tisztelgést egy hónappal később eltávolították, amikor a képet kicserélték a játék következő frissítésének népszerűsítése érdekében. Miután a rajongók javasolták a kiegészítést, a Mojang egy új feliratot - "Technoblade never dies!" - adott a Minecraft címképernyőjéhez.
2022. szeptember 28-án az Amerikai Szarkóma Alapítvány (Sarcoma Foundation of America) átadta az SFA Bátorság Díjat Technoblade családjának, Technoblade "szarkóma-diagnózisban tanúsított ereje és kitartása" elismeréseként.
2022. október 28-án, kilenc évvel a YouTube-csatornája létrehozása után a YouTube egy nyolcperces videót töltött fel hivatalos csatornájára "Technoblade Never Dies" címmel. A YouTube elárulta, hogy júniusi halála óta naponta átlagosan 300 új videót töltöttek fel ugyanezzel a jelmondattal a címben. Ugyanezen a napon töltött fel egy videót MrBeast, amely vélhetően az utolsó videó volt, amelyben Technoblade részt vett.
2023. június 23-án Dream kiadta negyedik dalát, "Until I End Up Dead" címmel, Technoblade emlékére. A dalhoz egy alternatív videoklipet is kiadott, "The Duel" címmel, szintén az ő emlékére, 2023. augusztus 26-án.
2023 júliusában, az r/place subredditen készült egy műalkotás Technoblade-ről
2024 júniusában Richard Davidson a Sarcoma UK-től úgy becsülte, hogy körülbelül 1 millió fontot (több mint 466,5 millió Ft) gyűjtöttek össze a szarkómára való figyelemfelkeltés érdekében Technoblade halála óta.
2024. június 30-án, két évvel a halálának bejelentése után egy új, TommyInnit által szerkesztett videót töltöttek fel a csatornájára, TommyInnit magyarázatával:
2025. április 4-én megjelent az "Egy Minecraft film" című Minecraft-filmadaptáció, melyben Sebastian Hansen javaslatára forgatás közben a Midport Village jeleneténél besétál egy koronás malac, amire Steve karaktere azt mondja, hogy "... az egy legenda. ...", ezzel is megtisztelve őt.

## Fordítás
Ez a szócikk részben vagy egészben  a   Technoblade című angol Wikipédia-szócikk ezen változatának fordításán alapul.  Az eredeti cikk szerkesztőit annak laptörténete sorolja fel. Ez a jelzés csupán a megfogalmazás eredetét és a szerzői jogokat jelzi, nem szolgál a cikkben szereplő információk forrásmegjelöléseként.